# Nikolaj Ordnung
Nikolaj Ordnung (Praga, 5 giugno 1932 – 31 luglio 2003) è stato un cestista e allenatore di pallacanestro cecoslovacco, dal 1993 ceco.
Era il marito di Ludmila Lundáková.

## Carriera
Con la Cecoslovacchia ha disputato i Campionati europei del 1957.
Da allenatore ha guidato la Cecoslovacchia ai Campionati mondiali del 1970 e a due edizioni dei Campionati europei (1969, 1971).

## Palmarès

### Allenatore
- Campionato cecoslovacco: 1

Slavia VŠ Praga: 1968-69